# Live in Concert (The Bothy Band)
Live in Concert è un album live della The Bothy Band, pubblicato dalla Green Linnet Records nel 1995. Il disco raccoglie due differenti concerti, il primo registrato il 15 luglio 1976 al BBC Paris Theatre di Londra (Inghilterra), il secondo del 24 luglio 1978 registrato al Kilburn National di Londra (Inghilterra).

## Tracce
Brani tradizionali (tranne dove indicato), arrangiamenti The Bothy Band
1. Martin Wynne's / The Longford Tinker – 2:50 (Martin Wynne) – Registrato il 15 luglio 1976
2. Two Jigs / The Kid on the Mountain – 3:44 – Registrato il 15 luglio 1976
3. Patsy Geary's / Coleman Cross – 3:12 – Registrato il 15 luglio 1976
4. Sixteen Come Next Sunday – 3:39 – Registrato il 15 luglio 1976
5. Michael Gorman's / Road to Lisdoonvarna / Joe Cooley's – 4:21 – Registrato il 15 luglio 1976
6. Lucy Campbell / The Laurel Tree – 3:35 – Registrato il 15 luglio 1976
7. Fionnghuala – 1:56 – Registrato il 15 luglio 1976
8. Farewell to Erin – 3:38 – Registrato il 15 luglio 1976
9. The Kesh Jig / Give Us a Drink of Water / The Flower of the Flock / Famous Ballymote – 4:54 – Registrato il 15 luglio 1976
10. The Tar Road to Sligo / Paddy Clancy's – 3:11 – Registrato il 24 luglio 1978
11. The Maids of Mitchelstown – 3:43 – Registrato il 24 luglio 1978
12. I Wish My Love Was a Red Red Rose – 3:00 – Registrato il 24 luglio 1978
13. Pipe Solo: Garret Barry's / The Bucks of Oranmore – 3:11 – Registrato il 24 luglio 1978
14. The Morning Star / The Fisherman's Lilt / The Drunken Landlady – 4:20 – Registrato il 24 luglio 1978
15. Do You Love an Apple? – 3:32 – Registrato il 24 luglio 1978
16. A Jig and Five Reels: Roger Sherlock's / Around the World / Rip the Calico / Martin Wynne's / The Enchanted Lady / HolyLand – 6:45 – Registrato il 24 luglio 1978

## Musicisti
- Donal Lunny - bouzouki
- Matt Molloy - flauto
- Peter Brown - cornamuse (uillean pipes) (brani: 1, 2, 3, 4, 5, 6, 7, 8 e 9)
- Paddy Keenan - cornamuse (uillean pipes) (brani: 10, 11, 12, 13, 14, 15 e 16)
- Kevin Burke - fiddle
- Micheál Ó Domhnaill - chitarra, voce
- Triona Ni Dhomhnaill - clavinet, voce